# Hola Prîstan
Hola Prîstan (în ucraineană Гола Пристань) este orașul raional de reședință al raionului Hola Prîstan din regiunea Herson, Ucraina. În afara localității principale, mai cuprinde și satul Bilohrudove.

## Demografie
Componența lingvistică a orașului Hola Prîstan
     Ucraineană (80,17%)
     Rusă (19,22%)
     Alte limbi (0,2%)
Conform recensământului din 2001, majoritatea populației orașului Hola Prîstan era vorbitoare de ucraineană (80,17%), existând în minoritate și vorbitori de rusă (19,22%).